# Карлбек, Эмануэлла

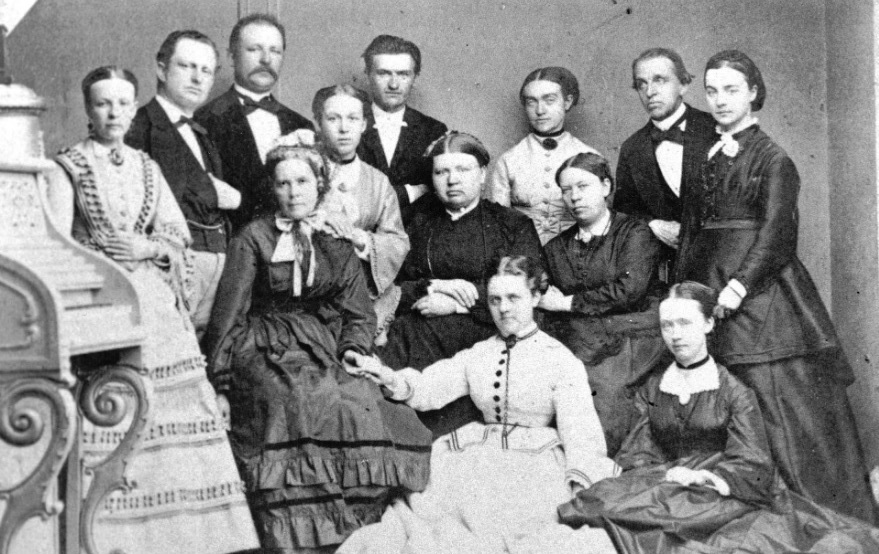
Эмануэлла Карлбек (в среднем ряду, крайняя справа) на собрании педагогов в Копенгагене в 1872 году.

Эмануэлла Оттилиана Карлбек (швед. Emanuella Ottiliana Carlbeck; 24 августа 1829 — 10 сентября 1901) — шведский педагог. Она считается новатором в обучении людей с умственной отсталостью. Карлбек основала первое учебное заведение для них в Гётеборге в 1866 году. Оно включало в себя школу, рабочий дом и приют для пациентов.

## Биография
Эмануэлла Карлбек была дочерью викария и работала гувернанткой уже во взрослом возрасте. Она так никогда и не вышла замуж. Её деятельность, связанная с детьми с умственной отсталостью, была инициирована рождением её племянника, который имел эту инвалидность. В середине XIX века в Швеции не было никаких учреждений для подобных детей, да и вообще какого-либо места в широкой общественной жизни: их, как правило, просто скрывали собственные семьи, предпочитавшие никогда не показывать их на широкой публике. Как и её современница София Уилкенс, занимавшаяся также людьми с умственной отсталостью, Эмануэлла Карлбек принадлежала к классу женщин высшего и среднего класса, занятых в социальном реформировании шведского общества.
В 1866 году Карлбек основала первое учреждение для детей с умственной отсталостью в Гётеборге, включавшее в себя школу и рабочий дом, а также приют для умалишённых. Оно было названо первым учреждением подобного рода в Швеции: хотя заведение Софии Уилкенс было фактически основано семь лет до этого, именно учреждение Карлбек стало образцом для подражания для всех последующих подобных школ в стране. Оно начиналось с горстки пациентов, но очень быстро росло, так как, среди прочего, учреждения для детей-инвалидов были новинкой для того времени. С 1871 года Карлбек стала получать государственную поддержку. Первоначально её учреждение было частным и благотворительным, но в 1885 году оно было передано государству, хотя Карлбек продолжала оставаться его директором. Эмануэлла Карлбек прославилась как основательница шведской институционализированной медицинской помощи.